# Cantón de Nevers-Sur
El cantón de Nevers-Sur era una división administrativa francesa, que estaba situada en el departamento de Nièvre y la región de Borgoña.

## Composición
El cantón estaba formado por tres comunas, más una fracción de la comuna que le daba su nombre:
- Challuy
- Marzy
- Nevers (fracción)
- Sermoise-sur-Loire

## Supresión del cantón de Nevers-Sur
En aplicación del Decreto n.º 2014-184 de 18 de febrero de 2014, el cantón de Nevers-Sur fue suprimido el 22 de marzo de 2015 y sus 4 comunas pasaron a formar parte; una del nuevo cantón de Fourchambault, una del nuevo cantón de Nevers-2, una del nuevo cantón de Nevers-3 y la fracción de la comuna que le daba su nombre se unió con las demás fracciones para que, por medio de una reestructuración cantonal, fueran creados los nuevos cantones de Nevers-1, Nevers-2, Nevers-3 y Nevers-4.